# Anisodes maculata
Anisodes maculata là một loài bướm đêm trong họ Geometridae.